# Sinapidendron rupestre
Sinapidendron rupestre é uma espécie de planta com flor pertencente à família Brassicaceae. 
A autoridade científica da espécie é Lowe, tendo sido publicada em Trans. Cambridge Philos. Soc. 4: 37 (1831).

## Portugal
Trata-se de uma espécie presente no território português, nomeadamente no Arquipélago da Madeira.
Em termos de naturalidade é endémica da região atrás referida.

## Protecção
Encontra-se protegida por legislação portuguesa ou da Comunidade Europeia, nomeadadamente pelo Anexo II e IV da Directiva Habitats.